# Dipturus cerva
Dipturus cerva är en rockeart som först beskrevs av Gilbert Percy Whitley 1939.  Dipturus cerva ingår i släktet Dipturus och familjen egentliga rockor. IUCN kategoriserar arten globalt som nära hotad. Inga underarter finns listade i Catalogue of Life.